# Високово (Дмитровський міський округ)
Високо́во (рос. Высоково) — присілок у складі Дмитровського міського округу Московської області, Росія.

## Історія
Високово згадується у приправочних книгах під 1562 роком як власність Еремія Кирииловича Муніна — «старовинна вотчина, яка перед тим була за Явасилем Григоровичем Мунінним».

## Населення
Населення — 26 осіб (2010; 36 у 2002).
Національний склад (станом на 2002 рік):
- росіяни — 92 %